# Giải bóng đá thiếu niên toàn quốc
Giải bóng đá thiếu niên toàn quốc (hay còn gọi là Giải bóng đá U-13 Quốc gia) là giải đấu bóng đá quốc gia thường niên dành cho lứa tuổi dưới 13 do báo Thiếu niên Tiền phong và Nhi đồng và Liên đoàn bóng đá Việt Nam phối hợp tổ chức. Từ năm 2000 trở về trước, giải dành cho các cầu thủ dưới 14 tuổi.

## Các đội đoạt huy chương
| Năm                                    | Nơi đăng cai          | Chung kết             | Chung kết    | Chung kết          | Hạng ba                                      |
| Năm                                    | Nơi đăng cai          | Vô địch               | Tỷ số        | Á quân             | Hạng ba                                      |
| -------------------------------------- | --------------------- | --------------------- | ------------ | ------------------ | -------------------------------------------- |
| Giải bóng đá U-14 Quốc gia (1997–2000) |                       |                       |              |                    |                                              |
| 1997                                   | Không rõ              | Sông Lam Nghệ An      | 1–0          | Khánh Hòa          | Thái Nguyên và Đà Nẵng                       |
| 1998                                   | Không rõ              | Sông Lam Nghệ An (2)  | 4–0          | Khánh Hòa          | Không rõ                                     |
| 1999                                   | Đà Nẵng               | Thái Nguyên           | 2–0          | Khánh Hòa          | Sông Lam Nghệ An và Phú Thọ                  |
| 2000                                   | Thành phố Hồ Chí Minh | Thái Nguyên (2)       | 0–0 (4–1 p)  | Khánh Hòa          | Quảng Ninh và Hòa Bình                       |
| Giải bóng đá U-13 Quốc gia (2001–nay)  |                       |                       |              |                    |                                              |
| 2001                                   | Hà Nội                | Phú Thọ               | 3–0          | Tuyên Quang        | Thái Nguyên và Gia Lai                       |
| 2002                                   | Thái Nguyên           | Hà Giang              | 3–0          | Thái Nguyên        | Hà Tĩnh và Bình Phước                        |
| 2003                                   | Nghệ An               | Sông Lam Nghệ An (3)  | 2–1          | Hà Tĩnh            | Ninh Thuận và Phú Yên                        |
| 2004                                   | Quảng Ninh            | Quảng Ninh            | 0–0 (10–9 p) | Đà Nẵng            | Phú Yên và Tuyên Quang                       |
| 2005                                   | Bình Định             | Long An               | 1–0          | Bình Định          | Đà Nẵng và Ninh Thuận                        |
| 2006                                   | Hải Phòng             | Thừa Thiên Huế        | 1–1 (4–1 p)  | Thái Bình          | Khánh Hòa và Ninh Thuận                      |
| 2007                                   | Hà Nội                | Đà Nẵng               | 1–1 (4–3 p)  | Thái Bình          | Hà Nội và Thừa Thiên Huế                     |
| 2008                                   | Thanh Hóa             | Phú Yên               | 2–1          | SHB Đà Nẵng        | Hà Nội và Thái Bình                          |
| 2009                                   | Khánh Hòa             | Long An (2)           | 3–0          | Đồng Tháp          | Sơn La và Hoàng Anh Gia Lai                  |
| 2010                                   | Bình Định             | PVF                   | 4–1          | Bình Định          | An Giang và Long An                          |
| 2011                                   | Thái Bình             | Viettel               | 1–0          | PVF                | Đắk Lắk và Hà Nội                            |
| 2012                                   | Ninh Thuận            | PVF (2)               | 1–0          | Viettel            | Ninh Thuận và Hà Nội                         |
| 2013                                   | Khánh Hòa             | Sông Lam Nghệ An (4)  | 2–1          | Viettel            | Thành phố Hồ Chí Minh và Hà Nội T&T          |
| 2014                                   | Hà Nội                | Sông Lam Nghệ An (5)  | 1–1 (5–3 p)  | Hải Dương          | Công an Nhân dân và Viettel                  |
| 2015                                   | Thừa Thiên Huế        | Viettel (2)           | 1–0          | Sông Lam Nghệ An   | Bình Dương và Thừa Thiên Huế                 |
| 2016                                   | Thái Bình             | Viettel (3)           | 0–0 (5–4 p)  | Sông Lam Nghệ An   | Bình Dương và Kinh doanh nước sạch Hải Dương |
| 2017                                   | Nghệ An               | Hoàng Anh Gia Lai     | 1–0          | Viettel            | Sông Lam Nghệ An và Bình Định                |
| 2018                                   | Hưng Yên              | Sông Lam Nghệ An (6)  | 2–1          | PVF                | FLC Thanh Hóa và Hải Dương                   |
| 2019                                   | Nghệ An               | Sông Lam Nghệ An (7)  | 2–0          | QHSLF Thành Vinh   | PVF và SHB Đà Nẵng                           |
| 2020                                   | Nghệ An               | Sông Lam Nghệ An (8)  | 4–0          | HADUWACO Hải Dương | Juventus Việt Nam và Hà Nội                  |
| 2021                                   | Nghệ An               | PVF (3)               | 1–0          | Hà Tĩnh            | T&T VSH và Quảng Nam                         |
| 2022                                   | Đà Nẵng               | Sông Lam Nghệ An (9)  | 2–0          | Hà Nội             | PVF và HADUWACO Hải Dương                    |
| 2023                                   | Khánh Hòa             | Sông Lam Nghệ An (10) | 1–0          | Hồng Lĩnh Hà Tĩnh  | Hoàng Anh Gia Lai và Bình Dương              |
| 2024                                   | Đắk Lắk               | Sông Lam Nghệ An (11) | 4–0          | Hà Nội             | Tây Ninh và Thể Công – Viettel               |
| 2025                                   | Thành phố Hồ Chí Minh | Nam Định              | 1–1 (3–2 p)  | Sông Lam Nghệ An   | SHB Đà Nẵng và HADUWACO Hải Dương            |

## Bảng tổng sắp huy chương
| Hạng | Đội bóng              | Vô địch | Á quân | Hạng ba |
| ---- | --------------------- | ------- | ------ | ------- |
| 1    | Sông Lam Nghệ An      | 11      | 3      | 2       |
| 2    | Thể Công              | 3       | 3      | 2       |
| 3    | PVF                   | 3       | 2      | 2       |
| 4    | Thái Nguyên           | 2       | 1      | 2       |
| 5    | Long An               | 2       | 0      | 1       |
| 6    | Đà Nẵng               | 1       | 2      | 4       |
| 7    | Hoàng Anh Gia Lai     | 1       | 0      | 3       |
| 8    | Huế                   | 1       | 0      | 2       |
| 8    | Phú Yên               | 1       | 0      | 2       |
| 10   | Phú Thọ               | 1       | 0      | 1       |
| 10   | Quảng Ninh            | 1       | 0      | 1       |
| 12   | Hà Giang              | 1       | 0      | 0       |
| 12   | Nam Định              | 1       | 0      | 0       |
| 14   | Khánh Hòa             | 0       | 4      | 1       |
| 15   | Hồng Lĩnh Hà Tĩnh     | 0       | 3      | 1       |
| 16   | Hải Dương             | 0       | 2      | 4       |
| 17   | Hà Nội (2006)         | 0       | 2      | 2       |
| 18   | Bình Định             | 0       | 2      | 1       |
| 18   | Thái Bình             | 0       | 2      | 1       |
| 20   | Tuyên Quang           | 0       | 1      | 1       |
| 21   | Đồng Tháp             | 0       | 1      | 0       |
| 21   | QHSLF Thành Vinh      | 0       | 1      | 0       |
| 23   | Hà Nội (1956)         | 0       | 0      | 4       |
| 23   | Ninh Thuận            | 0       | 0      | 4       |
| 25   | Bình Dương            | 0       | 0      | 3       |
| 26   | An Giang              | 0       | 0      | 1       |
| 26   | Bình Phước            | 0       | 0      | 1       |
| 26   | Công an Nhân dân      | 0       | 0      | 1       |
| 26   | Đắk Lắk               | 0       | 0      | 1       |
| 26   | Hòa Bình              | 0       | 0      | 1       |
| 26   | Juventus Việt Nam     | 0       | 0      | 1       |
| 26   | Quảng Nam             | 0       | 0      | 1       |
| 26   | Sơn La                | 0       | 0      | 1       |
| 26   | Tây Ninh              | 0       | 0      | 1       |
| 26   | Thanh Hóa             | 0       | 0      | 1       |
| 26   | Thành phố Hồ Chí Minh | 0       | 0      | 1       |
| 26   | T&T VSH               | 0       | 0      | 1       |